# UZ Гончих Псов
UZ Гончих Псов (лат. UZ Canum Venaticorum) — двойная звезда в созвездии Гончих Псов на расстоянии приблизительно 5372 световых лет (около 1647 парсек) от Солнца. Звёздная величина диапазона Hp звезды — от +12,7m до +11,6m.
Открыта Рудольфом Киппенханом в 1955 году и В. Штромайером и Р. Книгге в 1961 году*.

## Характеристики
Первый компонент — жёлто-белая пульсирующая переменная звезда типа RR Лиры (RRAB) спектрального класса A5-F2, или A8. Масса — около 2,24 солнечной, радиус — около 5,569 солнечного, светимость — около 40,541 солнечной. Эффективная температура — около 6355 K.
Второй компонент — коричневый карлик. Масса — около 25,64 юпитерианской. Удалён в среднем на 1,957 а.е..